# Wilhelm Gdanietz
Wilhelm Gdanietz (* 21. Januar 1893 in Mainz; † 1969 in Düsseldorf) war ein deutscher Landschafts-, Genre- und Interieurmaler.

## Leben
Wilhelm Gdanietz wurde durch Scharlach mit zwei Jahren taub, daher besuchte er 1902 bis 1908 in Osnabrück die Taubstummenanstalt. Von 1911 bis 1918 studierte er an der Kunstakademie Düsseldorf bei Claus Meyer (1856–1919), Eduard von Gebhardt (1838–1925) und Wilhelm Spatz (1861–1931) sowie im Meisteratelier bei Franz Kiederich (1873–1950).
Zunächst malte er Motive aus Südtirol und Österreich, die er während seiner Reisen durch die Alpen fand.
Später betrieb Gdanietz im holländischen Volendam ein Atelier,  wo er zahlreiche seiner Motive, insbesondere holländische Genre- und Interieurbilder malte, die heute den Hauptteil seiner über 1000 Gemälde ausmachen.
Mit dem Bau des Deiches an der Zuiderzee verschwanden Fischerdörfer, Ruhe und  Idylle gingen verloren, so dass der Künstler 1930 sein Atelier in Volendam aufgab und sich nach Düsseldorf zurückzog. Dort blieb er aber seinen holländischen Motiven treu, sogar seine Wohnung richtete er im Stil einer holländischen Fischerhütte ein.

## Ausstellungen (Auswahl)
- Gdanietz war von 1939 bis 1944 jährlich auf der Großen Deutschen Kunstausstellung in München mit insgesamt zwölf Ölgemälden vertreten, von denen Hitler 1939 das Bild Tiroler[1] und 1942 der Nazi-Wehrwirtschaftsführer Hermann Schmitz Alter holländischer Fischer[2] erwarb.
- Im Oktober 2009 wurden Bilder von ihm in der Ausstellung: „Gehörlose Künstler im Dritten Reich“, im Gehörlosen- und Schwerhörigenzentrum in Frankfurt/Main gezeigt.
- Dürerbund Osnabrück: Ausstellung im Museum, 21. November bis 5. Dezember 1920: „Wilhelm Gdanietz, Gemälde“.

## Werke (Auswahl)
- Auktionshaus Arnold, Frankfurt/Main, Auktion 10. Juni 1995: „Kücheninterieur mit Fischer beim Netzeflicken“
- Christie’s, London, South Kensington, Auktion am  16. September 1999: „Die Näherin“
- Christies Amsterdam Auktion Juli 2000: „Ein Mädchen in Volendam pellt Kartoffeln“
- Van Ham Kunstauktionen, Köln, Auktion 21. November 2002: „Netze flickender Fischer in der Stube“
- Meerbuscher Kunstauktionshaus, Meerbusch, Auktion 4. Juni 2003: „Porträt eines Fischers mit Pelzmütze“
- Christie’s Amsterdam Auktion am 1. September 2004: „Ein Fischer aus Volendam baut an einem Schiffsmodell“
- Christie’s Amsterdam Auktion am 1. September 2005: „Ein Pfeife rauchender Mann in einer holländischen Stube“
- Galerie Bassenge, Berlin Auktion Juni 2009: „Rauchender Fischer aus Volendam beim Zeitunglesen“
- Hargesheimer & Günther, Düsseldorf Auktion am 22. Mai 2010: „Der Weinkenner“
- Richter und Kagitz, Bamberg Auktion am 12. Januar 2011: „Pfeifenrauchender Fischer“
- Oldskuul Antiques 2016: „Zwei Fischer in Fischerhütte, Pfeife rauchend und Akkordeon spielend“